# Anthony Hope

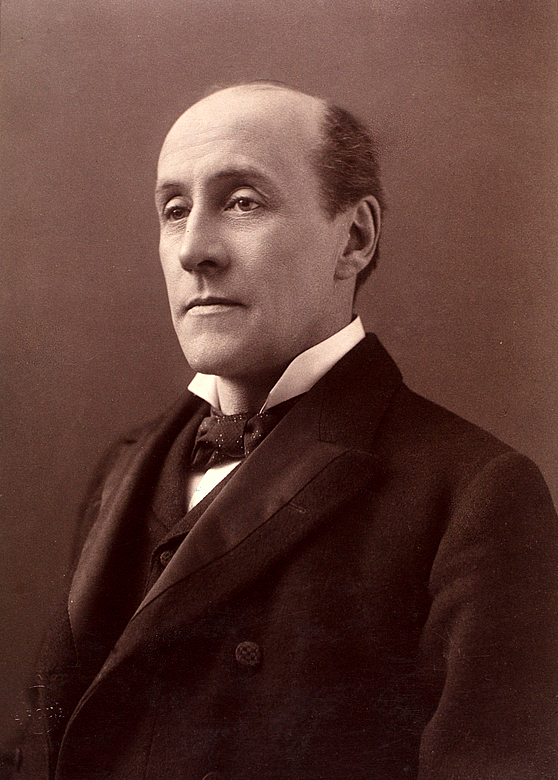
Anthony Hope

Sir Anthony Hope Hawkins, bardziej znany jako Anthony Hope (ur. 9 lutego 1863 w Clapton, zm. 8 lipca 1933 w Walton-on-the-Hill) – angielski pisarz, z zawodu prawnik. Autor słynnej powieści Więzień na zamku Zenda.

## Życiorys
Urodził się w 1863 roku w Clapton. Jego ojciec był anglikańskim proboszczem. Był najmłodszy z trojga rodzeństwa. Ukończył studia prawnicze na Oxfordzie, w wieku 24 lat został adwokatem. Ożenił się w wieku 40 lat. W czasie I wojny światowej pracował w brytyjskim Ministerstwie Informacji, za co otrzymał w 1918 roku tytuł Sir.
Jako pisarz zadebiutował na łamach prasy literackiej. W 1890 roku opublikował na własny koszt powieść A Man of Mark, która jednak nie została dostrzeżona przez czytelników. Także cztery jego następne utwory nie odniosły sukcesu. Sławę przyniósł mu za to cykl felietonów drukowanych od 1893 roku, na łamach "The Westminister Gazette" pt. Dialogi u Dolly (The Dolly Dialogues). Były one pisane w formie satyrycznej, często złośliwej, pogawędki, którą prowadzą ze sobą pani Dolly Mickleham i pan Samuel Carter o londyńskich aktualnościach.
W 1894 roku opublikował swoją najgłośniejszą powieść Więzień na zamku Zenda, która jeszcze w tym roku osiągnęła niewiarygodny sukces. Była to przygodowa opowieść dziejąca się w fikcyjnym państwie Ruritania, a jej główny bohater, angielski podróżnik, wskutek przypadkowego podobieństwa do władcy tego kraju, zostaje zamieszany w dworskie intrygi na królewskim dworze.
Hope napisał później jeszcze wiele powieści, wśród nich kontynuację Więźnia na zamku Zenda pt. Rupert von Hentzau, ale ani ta, ani żadna inna jego książka nie powtórzyła już sukcesu Więźnia na zamku Zenda.